# Maciej Goniszewski
Maciej Goniszewski (ur. 23 maja 1973 w Słupsku) – polski dziennikarz, od 2014 kierownik Radia Uniwersytetu Gdańskiego.

## Życiorys
Ukończył II Liceum Ogólnokształcące im. Adama Mickiewicza w Słupsku, filologię polską i ekonomię na Uniwersytecie Gdańskim i podyplomowe studia z bankowości w Szkole Głównej Handlowej. W 2022 uzyskał stopień doktora nauk społecznych w dyscyplinie ekonomia i finanse.
W latach 1998–2005 jako dziennikarz ekonomiczny i kierownik działu ekonomicznego „Głosu Wybrzeża” specjalizował się w tematyce dotyczącej gospodarki morskiej, energetyki i handlu hurtowego. Współpracował w tym czasie z ogólnopolskimi pismami branżowymi oraz lokalnym portalem internetowym Trojmiasto.pl. Doświadczenia z dziennikarstwem internetowym zdobywał też w portalu Arena.pl, który w latach 2000–2001 podjął nieudaną próbę konkurowania z Wirtualną Polską. Dzięki zdobytemu doświadczeniu przez cztery kolejne lata był redaktorem prowadzącym strony internetowej „Głosu Wybrzeża”. 
W latach 2005–2006 dziennikarz w Wydawnictwie Inwestor, piszący o branży drzewnej. W latach 2006–2009 oraz w 2014 zastępca redaktora naczelnego „Gazety Bankowej”, a w latach 2009–2014 redaktor naczelny tej gazety. Uczestniczył w jej przekształceniu z tygodnika w miesięcznik. Od listopada 2012, po rozpoczęciu wydawania przez wydawcę „Gazety Bankowej” dwutygodnika „W Sieci”, publikował także w tym tytule do 2014, gdy zakończył współpracę z Fratrią.
Od 2014 kierownik Radia Uniwersytetu Gdańskiego. Od 2019 współpracownik dwutygodnika branżowego „Namiary na Morze i Handel”. Objął funkcję koordynatora ds. mediów Polski 2050 w województwie pomorskim. Był przewodniczącym tej partii w Gdańsku (2022–2024). W wyborach w 2023 bez powodzenia kandydował do Sejmu X kadencji z listy Trzeciej Drogi, uzyskując 1 040 głosów. W wyborach w 2024 bez powodzenia ubiegał się o mandat radnego Gdańska.
W 1996 wygrał konkurs poetycki O Złote Pióro Sopotu, w 1999 otrzymał Ostre Pióro – nagrodę Business Centre Club dla dziennikarzy ekonomicznych. W 2003 zdobył stypendium BRE Banku dla dziennikarzy ekonomicznych.